# Балаяда
Балая́да (порт. Balaiada) — народное восстание против гнёта властей и помещиков в северо-восточных провинциях Бразильской империи Мараньян и Пиауи, развернувшееся в 1838—1841 годах.
Восстание получило своё название в честь одного из его вождей, плетельщика корзин Мануэла Франсиску Анжуса Феррейры, который имел прозвище Балаю (в переводе с португальского balaio — «корзина»).

## Движущие силы
Основными движущими силами восстания были скотоводы (т. н. вакейрус), земледельцы, сельские ремесленники, а также примкнувшие к ним беглые чернокожие рабы.

## Ход восстания
Восстание Балаяда вспыхнуло в селении Манга на реке Игуара. Повстанцы быстро захватили ряд небольших городков и в середине мая 1839 года окружили Кашиас — второй по величине город провинции. Здесь к ним присоединились более 3 тысяч беглых негров-рабов, во главе которых стоял Косми, вождь большого киломбу — поселения беглых рабов. Таким образом, общая численность восставших достигла 11 тысяч человек.
1 июля восставшие овладели городом. В нём были созданы временная хунта по управлению городом и военный совет во главе с Анжусом Феррейрой, которые стали основной политической и военной организацией повстанцев. В состав этих органов вошли и представители легальной республиканской партии «Бемтеви», весьма умеренной в своих политических требованиях. Бемтевисты взяли руководство движением в свои руки и вступили в переговоры с президентом провинции, предложив ему условия мира и программу ограниченных реформ (не выдвигались требования защиты интересов и прав крестьян и даже частичной отмены рабства).
Ограниченность требований и отсутствие единства в руководстве движения привели к распаду армии повстанцев на отдельные отряды. Восставшие уже не были силой, способной изменить порядки даже в собственной провинции. Они продолжали нападать на богатые поместья, захватывая имущество их владельцев. На подавление восстания правительство провинции бросило крупные воинские части. Карательные войска под командованием президента провинции Лимы и Силвы в 1840 году вернули под контроль правительства Кашиас, разбили разрозненные отряды восставших и уничтожили поселения негров. Последние очаги сопротивления, действовавшие в Мараньяне и Пиауи, были подавлены в 1841 году. За успешно проведённую карательную операцию Лима и Силва получил от регента титул барона Кашиас.